# Bachir Boumaaza
Bachir (Chiren) Boumaaza (Antwerpen, 9 juni 1980) is een Belgische onlinegamer en filantroop die onder zijn pseudoniem "Athene" wereldwijd bekend is geworden op YouTube en daar 700.000 abonnees heeft.

## Biografie
Boumaaza is de zoon van de Marokkaanse Boumaaza en de Belgische schrijfster Nicole Ceulemans, beter bekend onder haar auteursnaam Nicole Boumaaza. Hij volgde secundair onderwijs aan het Sint-Agnes Lyceum te Borgerhout en het lyceum te Deurne.
Hij nam ook deel aan het tweede seizoen van Big Brother. Boumaâza schreef na die deelname een boek over zijn levensverhaal, dat ook uitgegeven werd (Mijn Egotrip, Manteau, 2002).
In 2013 verzamelde hij wereldwijd 7 miljoen euro voor het goede doel. Als dank hiervoor werd hij uitgenodigd door het Witte Huis. Hij richtte daarvoor het online platform GamingForGood.net op dat geld ophaalde voor Save the Children.